# Northern Attitude
Northern Attitude è un singolo del cantautore statunitense Noah Kahan e del cantante Hozier, pubblicato il 16 settembre 2022 come secondo estratto dal terzo album in studio Stick Season.

## Tracce
Testi e musiche di Noah Kahan e Gabe Simon.
1. Northern Attitude – 4:27